# Edmond Piret-Goblet
Edmond Charles Joseph Piret-Goblet, né le 19 septembre 1829 à Namur et décédé le 19 avril 1915 à Châtelet fut un homme politique belge libéral wallon.
Il fut avocat et industriel. Il fut élu conseiller provincial de la province de Hainaut et sénateur de l'arrondissement de Charleroi-Thuin.

## Sources
- Liberaal Archief